# أضواء بدر
أضواء بدر، ممثلة وعارضة أزياء سعودية، شاركت في بعض الأعمال الفنية، من ضمنها فيلم ناقة. كما لديها تجارب في كتابة السيناريو، وتقيم أضواء في الولايات المتحدة، مما أتاح لها أن تكون عارضة أزياء للعديد من العلامات التجارية هناك حيث بدأت في مجال الأزياء منذ عام 2008، وشاركت  للمرة الأولى في مهرجان تورونتو السينمائي الدولي في دورته الـ48، وحصلت على أحدى جوائزة من ضمن قائمة الفنانين الصاعدين، وشاركت كذالك في مهرجان البحر الأحمر السينمائي الدولي في جدة في دورته الثالثة.

## أعمالها
- فيلم ناقة 2023.

## وصلات خارجية
لم يتم العثور على روابط لمواقع التواصل الاجتماعي.